# Saison 2019-2020 des Pelicans de La Nouvelle-Orléans
La saison 2019-2020 des Pelicans de La Nouvelle-Orléans est la 17e saison de la franchise en National Basketball Association (NBA).
Durant l'intersaison 2019, les Pelicans obtiennent le premier choix de la draft 2019 de la NBA, avec lequel ils sélectionnent le phénomène de la NCAA, Zion Williamson. Quelques jours avant la draft, la franchise se sépare de son joueur majeur, Anthony Davis, en partance pour les Lakers de Los Angeles, afin d'accueillir Lonzo Ball, Josh Hart et Brandon Ingram. Ce dernier obtient sa première sélection au NBA All-Star Game 2020 et obtient le titre de meilleure progression de l'année.
La saison a été suspendue par les officiels de la ligue après les matchs du 11 mars  après l'annonce que Rudy Gobert était positif au COVID-19. Le 12 mars 2020, le président de la ligue Adam Silver annonce que le championnat est arrêté pour "au moins 30 jours". La franchise reprend la saison régulière le 31 juillet 2020, à Orlando.
Lors de la reprise de la saison régulière, les Pelicans ne parviennent pas à se qualifier en playoffs. À l'issue de la saison, l'entraîneur Alvin Gentry est limogé de son poste.

## Draft
| Tour | Choix | Joueur          | Poste | Nationalité | Provenance              |
| ---- | ----- | --------------- | ----- | ----------- | ----------------------- |
| 1    | 1     | Zion Williamson | PF    | États-Unis  | Blue Devils de Duke     |
| 2    | 39    | Alen Smailagić  | C     | Serbie      | Warriors de Santa Cruz  |
| 2    | 57    | Jordan Bone     | PG    | Angola      | Volunteers du Tennessee |

## Matchs

### Summer League
| Summer League Total: 4-2 |

| Match                                                        | Date match | Équipe     | Score          | Meilleur marqueur             | Meilleur rebondeur         | Meilleur passeur             | Lieux Spectateurs    | Série |
| ------------------------------------------------------------ | ---------- | ---------- | -------------- | ----------------------------- | -------------------------- | ---------------------------- | -------------------- | ----- |
| 1                                                            | 5 juillet  | New York   | V 80-74*       | Frank Jackson (30)            | Kavell Bigby-Williams (10) | Kenrich Williams (6)         | Thomas & Mack Center | 1 - 0 |
| 2                                                            | 6 juillet  | Washington | D 79-84        | Trevon Bluiett (23)           | Kavell Bigby-Williams (14) | London Perrantes (7)         | Thomas & Mack Center | 1 - 1 |
| 3                                                            | 8 juillet  | Chicago    | V 109-72       | Jaxson Hayes (28)             | Kenrich Williams (13)      | Nickeil Alexander-Walker (8) | Thomas & Mack Center | 2 - 1 |
| 4                                                            | 10 juillet | Cleveland  | V 99-78        | Nickeil Alexander-Walker (26) | Kavell Bigby-Williams (10) | Nickeil Alexander-Walker (6) | Thomas & Mack Center | 3 - 1 |
| 5                                                            | 13 juillet | Miami      | V 101-100 (OT) | Nickeil Alexander-Walker (34) | Jaxson Hayes (12)          | Nickeil Alexander-Walker (5) | Thomas & Mack Center | 4 - 1 |
| 6                                                            | 14 juillet | Memphis    | D 86-88 (OT)   | Trevon Bluiett (16)           | Kenrich Williams (11)      | Nickeil Alexander-Walker (5) | Thomas & Mack Center | 4 - 2 |
| * Le match a été arrêté en raison d'un tremblement de terre. |            |            |                |                               |                            |                              |                      |       |

### Pré-saison
| Pré-saison Total: 5-0 (Domicile : 1-0; Extérieur : 4-0) |

| Match | Date match | Équipe        | Score     | Meilleur marqueur           | Meilleur rebondeur   | Meilleur passeur             | Lieux                 | Série |
| ----- | ---------- | ------------- | --------- | --------------------------- | -------------------- | ---------------------------- | --------------------- | ----- |
| 1     | 7 octobre  | @ Atlanta     | V 133-109 | Jrue Holiday (21)           | Nicolò Melli (8)     | Lonzo Ball (7)               | State Farm Arena      | 1 - 0 |
| 2     | 9 octobre  | @ Chicago     | V 127-125 | Zion Williamson (29)        | Derrick Favors (9)   | Lonzo Ball (9)               | United Center         | 2 - 0 |
| 3     | 11 octobre | Utah          | V 128-127 | Zion Williamson (26)        | Brandon Ingram (6)   | Nickeil Alexander-Walker (4) | Smoothie King Center  | 3 - 0 |
| 4     | 13 octobre | @ San Antonio | V 123-114 | Zion Williamson (22)        | Zion Williamson (10) | Nickeil Alexander-Walker (7) | AT&T Center           | 4 - 0 |
| 5     | 18 octobre | @ New York    | V 117-116 | Alexander-Walker, Hart (17) | Jahlil Okafor (9)    | Holiday, Moore (4)           | Madison Square Garden | 5 - 0 |

### Matchs de préparation à Orlando avant la reprise de la saison régulière
| Matchs de préparation Total: 3-0 |

| Match | Date match | Équipe    | Score     | Meilleur marqueur             | Meilleur rebondeur   | Meilleur passeur             | Lieux     | Série |
| ----- | ---------- | --------- | --------- | ----------------------------- | -------------------- | ---------------------------- | --------- | ----- |
| 1     | 22 juillet | Brooklyn  | V 99-68   | Alexander-Walker, Moore (14)  | Kenrich Williams (6) | Nickeil Alexander-Walker (4) | The Arena | 1 - 0 |
| 2     | 25 juillet | Denver    | V 119-104 | Nickeil Alexander-Walker (21) | Zylan Cheatham (8)   | Sindarius Thornwell (7)      | The Arena | 2 - 0 |
| 3     | 27 juillet | Milwaukee | V 124-103 | J. J. Redick (20)             | Ball, Melli (5)      | Quatre joueurs (3)           | The Arena | 3 - 0 |

### Saison régulière
| Saison régulière Total: 30-42 (Domicile : 16-21; Extérieur : 14-21) |

| Match | Date match | Équipe       | Score          | Meilleur marqueur   | Meilleur rebondeur  | Meilleur passeur | Lieux                | Série |
| ----- | ---------- | ------------ | -------------- | ------------------- | ------------------- | ---------------- | -------------------- | ----- |
| 1     | 22 octobre | @ Toronto    | D 122-130 (OT) | Brandon Ingram (22) | Josh Hart (10)      | Jrue Holiday (6) | Scotiabank Arena     | 0 - 1 |
| 2     | 25 octobre | Dallas       | D 116-123      | Brandon Ingram (25) | Josh Hart (9)       | Jrue Holiday (8) | Smoothie King Center | 0 - 2 |
| 3     | 26 octobre | @ Houston    | D 123-126      | Brandon Ingram (35) | Brandon Ingram (15) | Lonzo Ball (10)  | Toyota Center        | 0 - 3 |
| 4     | 28 octobre | Golden State | D 123-134      | Brandon Ingram (27) | Brandon Ingram (10) | Ball, Walker (9) | Smoothie King Center | 0 - 4 |
| 5     | 31 octobre | Denver       | V 122-107      | Jahlil Okafor (26)  | Quatre joueurs (5)  | Lonzo Ball (8)   | Smoothie King Center | 1 - 4 |

| Match | Date match  | Équipe          | Score     | Meilleur marqueur             | Meilleur rebondeur    | Meilleur passeur   | Lieux                      | Série  |
| ----- | ----------- | --------------- | --------- | ----------------------------- | --------------------- | ------------------ | -------------------------- | ------ |
| 6     | 2 novembre  | @ Oklahoma City | D 104-115 | J. J. Redick (17)             | Josh Hart (15)        | Lonzo Ball (7)     | Chesapeake Energy Arena    | 1 - 5  |
| 7     | 4 novembre  | @ Brooklyn      | D 125-135 | Brandon Ingram (40)           | Hart, Holiday (7)     | Brandon Ingram (5) | Barclays Center            | 1 - 6  |
| 8     | 8 novembre  | Toronto         | D 104-122 | Brandon Ingram (27)           | Derrick Favors (10)   | Jrue Holiday (6)   | Smoothie King Center       | 1 - 7  |
| 9     | 9 novembre  | @ Charlotte     | V 115-110 | Brandon Ingram (25)           | Derrick Favors (10)   | Jrue Holiday (11)  | Spectrum Center            | 2 - 7  |
| 10    | 11 novembre | Houston         | D 116-122 | J. J. Redick (24)             | Derrick Favors (12)   | Jrue Holiday (11)  | Smoothie King Center       | 2 - 8  |
| 11    | 14 novembre | L.A. Clippers   | V 132-127 | Jrue Holiday (36)             | Derrick Favors (20)   | Jrue Holiday (7)   | Smoothie King Center       | 3 - 8  |
| 12    | 16 novembre | @ Miami         | D 94-109  | Nickeil Alexander-Walker (27) | Melli, Williams (5)   | E'Twaun Moore (5)  | American Airlines Arena    | 3 - 9  |
| 13    | 17 novembre | Golden State    | V 108-100 | J. J. Redick (26)             | Hayes, Williams (10)  | Jrue Holiday (9)   | Smoothie King Center       | 4 - 9  |
| 14    | 19 novembre | Portland        | V 115-104 | Jrue Holiday (22)             | Kenrich Williams (13) | Jrue Holiday (10)  | Smoothie King Center       | 5 - 9  |
| 15    | 21 novembre | @ Phoenix       | V 124-121 | Brandon Ingram (28)           | Kenrich Williams (9)  | Jrue Holiday (9)   | Talking Stick Resort Arena | 6 - 9  |
| 16    | 23 novembre | @ Utah          | D 120-128 | Brandon Ingram (33)           | J. J. Redick (7)      | Brandon Ingram (5) | Vivint Smart Home Arena    | 6 - 10 |
| 17    | 24 novembre | @ L.A. Clippers | D 109-134 | Brandon Ingram (24)           | Brandon Ingram (8)    | Ball, Ingram (5)   | Staples Center             | 6 - 11 |
| 18    | 27 novembre | L.A. Lakers     | D 110-114 | Jrue Holiday (29)             | Brandon Ingram (10)   | Jrue Holiday (12)  | Smoothie King Center       | 6 - 12 |
| 19    | 29 novembre | @ Oklahoma City | D 104-109 | Brandon Ingram (26)           | Brandon Ingram (8)    | Jrue Holiday (6)   | Chesapeake Energy Arena    | 6 - 13 |

| Match | Date match   | Équipe         | Score          | Meilleur marqueur    | Meilleur rebondeur   | Meilleur passeur    | Lieux                    | Série   |
| ----- | ------------ | -------------- | -------------- | -------------------- | -------------------- | ------------------- | ------------------------ | ------- |
| 20    | 1er décembre | Oklahoma City  | D 104-107      | Jrue Holiday (26)    | Josh Hart (11)       | Lonzo Ball (7)      | Smoothie King Center     | 6 - 14  |
| 21    | 3 décembre   | Dallas         | D 97-118       | Brandon Ingram (24)  | Hayes, Melli (8)     | Brandon Ingram (6)  | Smoothie King Center     | 6 - 15  |
| 22    | 5 décembre   | Phoenix        | D 132-139 (OT) | J. J. Redick (26)    | Jrue Holiday (7)     | Lonzo Ball (11)     | Smoothie King Center     | 6 - 16  |
| 23    | 7 décembre   | @ Dallas       | D 84-130       | J. J. Redick (15)    | Jaxson Hayes (5)     | Jrue Holiday (4)    | American Airlines Center | 6 - 17  |
| 24    | 9 décembre   | Détroit        | D 103-105      | Brandon Ingram (31)  | Kenrich Williams (8) | Hart, Holiday (5)   | Smoothie King Center     | 6 - 18  |
| 25    | 11 décembre  | @ Milwaukee    | D 112-127      | J. J. Redick (31)    | Brandon Ingram (10)  | Trois joueurs (6)   | Fiserv Forum             | 6 - 19  |
| 26    | 13 décembre  | @ Philadelphie | D 109-116      | Brandon Ingram (32)  | Derrick Favors (8)   | Jrue Holiday (10)   | Wells Fargo Center       | 6 - 20  |
| 27    | 15 décembre  | Orlando        | D 119-130      | Jrue Holiday (29)    | Jaxson Hayes (7)     | Jrue Holiday (8)    | Smoothie King Center     | 6 - 21  |
| 28    | 17 décembre  | Brooklyn       | D 101-108      | Brandon Ingram (22)  | Brandon Ingram (10)  | Jrue Holiday (6)    | Smoothie King Center     | 6 - 22  |
| 29    | 18 décembre  | @ Minnesota    | V 107-99       | Brandon Ingram (34)  | Derrick Favors (11)  | Lonzo Ball (6)      | Target Center            | 7 - 22  |
| 30    | 20 décembre  | @ Golden State | D 102-106      | Holiday, Ingram (25) | Derrick Favors (10)  | Brandon Ingram (6)  | Chase Center             | 7 - 23  |
| 31    | 23 décembre  | @ Portland     | V 102-94       | Jrue Holiday (21)    | Derrick Favors (13)  | Holiday, Ingram (5) | Moda Center              | 8 - 23  |
| 32    | 25 décembre  | @ Denver       | V 112-100      | Brandon Ingram (31)  | Derrick Favors (13)  | Holiday, Favors (8) | Pepsi Center             | 9 - 23  |
| 33    | 28 décembre  | Indiana        | V 120-98       | Brandon Ingram (24)  | Derrick Favors (16)  | Holiday, Ingram (7) | Smoothie King Center     | 10 - 23 |
| 34    | 29 décembre  | Houston        | V 127-112      | Ball, Ingram (27)    | Derrick Favors (16)  | Lonzo Ball (8)      | Smoothie King Center     | 11 - 23 |

| Match | Date match | Équipe        | Score          | Meilleur marqueur       | Meilleur rebondeur   | Meilleur passeur    | Lieux                      | Série   |
| ----- | ---------- | ------------- | -------------- | ----------------------- | -------------------- | ------------------- | -------------------------- | ------- |
| 35    | 3 janvier  | @ L.A. Lakers | D 113-123      | Lonzo Ball (23)         | Derrick Favors (14)  | Jrue Holiday (6)    | Staples Center             | 11 - 24 |
| 36    | 4 janvier  | @ Sacramento  | V 117-115      | Lonzo Ball (24)         | Derrick Favors (11)  | Lonzo Ball (10)     | Golden 1 Center            | 12 - 24 |
| 37    | 6 janvier  | Utah          | D 126-128      | Brandon Ingram (35)     | Derrick Favors (10)  | Lonzo Ball (7)      | Smoothie King Center       | 12 - 25 |
| 38    | 8 janvier  | Chicago       | V 123-108      | Brandon Ingram (29)     | Jaxson Hayes (12)    | Brandon Ingram (11) | Smoothie King Center       | 13 - 25 |
| 39    | 10 janvier | @ New York    | V 123-111      | Brandon Ingram (28)     | Hart, Hayes (10)     | Lonzo Ball (11)     | Madison Square Garden      | 14 - 25 |
| 40    | 11 janvier | @ Boston      | D 105-140      | Frank Jackson (22)      | Lonzo Ball (13)      | Lonzo Ball (9)      | TD Garden                  | 14 - 26 |
| 41    | 13 janvier | @ Détroit     | V 117-110 (OT) | Jahlil Okafor (25)      | Jahlil Okafor (14)   | Lonzo Ball (9)      | Little Caesars Arena       | 15 - 26 |
| 42    | 16 janvier | Utah          | V 138-132 (OT) | Jahlil Okafor (49)      | Derrick Favors (11)  | Lonzo Ball (13)     | Smoothie King Center       | 16 - 26 |
| 43    | 18 janvier | L.A. Clippers | D 130-133      | Derrick Favors (22)     | Derrick Favors (11)  | Lonzo Ball (11)     | Smoothie King Center       | 16 - 27 |
| 44    | 20 janvier | @ Memphis     | V 126-116      | Jrue Holiday (36)       | Lonzo Ball (9)       | Brandon Ingram (6)  | FedExForum                 | 17 - 27 |
| 45    | 22 janvier | San Antonio   | D 117-121      | Ingram, Williamson (22) | Derrick Favors (10)  | Lonzo Ball (12)     | Smoothie King Center       | 17 - 28 |
| 46    | 24 janvier | Denver        | D 106-113      | J. J. Redick (18)       | Josh Hart (13)       | Jrue Holiday (9)    | Smoothie King Center       | 17 - 29 |
| 47    | 26 janvier | Boston        | V 123-108      | Jrue Holiday (25)       | Zion Williamson (11) | Lonzo Ball (15)     | Smoothie King Center       | 18 - 29 |
| 48    | 28 janvier | @ Cleveland   | V 125-111      | Jrue Holiday (28)       | Zion Williamson (9)  | Jrue Holiday (8)    | Rocket Mortgage FieldHouse | 19 - 29 |
| 49    | 31 janvier | Memphis       | V 139-111      | Zion Williamson (24)    | Josh Hart (11)       | Lonzo Ball (8)      | Smoothie King Center       | 20 - 29 |

| Match                  | Date match | Équipe         | Score     | Meilleur marqueur    | Meilleur rebondeur  | Meilleur passeur        | Lieux                   | Série   |
| ---------------------- | ---------- | -------------- | --------- | -------------------- | ------------------- | ----------------------- | ----------------------- | ------- |
| 50                     | 2 février  | @ Houston      | D 109-117 | Brandon Ingram (28)  | Brandon Ingram (12) | Lonzo Ball (9)          | Toyota Center           | 20 - 30 |
| 51                     | 4 février  | Milwaukee      | D 108-120 | Brandon Ingram (32)  | Lonzo Ball (14)     | Holiday, Williamson (5) | Smoothie King Center    | 20 - 31 |
| 52                     | 6 février  | @ Chicago      | V 125-119 | Zion Williamson (21) | Derrick Favors (15) | Lonzo Ball (10)         | United Center           | 21 - 31 |
| 53                     | 8 février  | @ Indiana      | V 124-117 | Jrue Holiday (31)    | Derrick Favors (11) | Jrue Holiday (10)       | Bankers Life Fieldhouse | 22 - 31 |
| 54                     | 11 février | Portland       | V 138-117 | Zion Williamson (31) | Zion Williamson (9) | Ball, Holiday (10)      | Smoothie King Center    | 23 - 31 |
| 55                     | 13 février | Oklahoma City  | D 118-123 | Zion Williamson (32) | Derrick Favors (9)  | Jrue Holiday (11)       | Smoothie King Center    | 23 - 32 |
| NBA All-Star Game 2020 |            |                |           |                      |                     |                         |                         |         |
| 56                     | 21 février | @ Portland     | V 128-115 | Zion Williamson (25) | Josh Hart (13)      | Jrue Holiday (9)        | Moda Center             | 24 - 32 |
| 57                     | 23 février | @ Golden State | V 115-101 | Zion Williamson (28) | Derrick Favors (11) | Jrue Holiday (15)       | Chase Center            | 25 - 32 |
| 58                     | 25 février | @ L.A. Lakers  | D 109-118 | Brandon Ingram (34)  | Lonzo Ball (8)      | Jrue Holiday (9)        | Staples Center          | 25 - 33 |
| 59                     | 28 février | Cleveland      | V 116-104 | Brandon Ingram (29)  | Derrick Favors (15) | Lonzo Ball (12)         | Smoothie King Center    | 26 - 33 |

| Match | Date match | Équipe      | Score          | Meilleur marqueur    | Meilleur rebondeur  | Meilleur passeur  | Lieux                    | Série   |
| ----- | ---------- | ----------- | -------------- | -------------------- | ------------------- | ----------------- | ------------------------ | ------- |
| 60    | 1er mars   | L.A. Lakers | D 114-122      | Zion Williamson (35) | Derrick Favors (14) | Lonzo Ball (9)    | Smoothie King Center     | 26 - 34 |
| 61    | 3 mars     | Minnesota   | D 134-139      | Jrue Holiday (27)    | Jrue Holiday (10)   | Jrue Holiday (12) | Smoothie King Center     | 26 - 35 |
| 62    | 4 mars     | @ Dallas    | D 123-127 (OT) | Brandon Ingram (27)  | Derrick Favors (14) | Ball, Holiday (6) | American Airlines Center | 26 - 36 |
| 63    | 6 mars     | Dallas      | V 110-104      | Jrue Holiday (20)    | Josh Hart (12)      | Lonzo Ball (8)    | Smoothie King Center     | 27 - 36 |
| 64    | 8 mars     | @ Minnesota | V 120-107      | Jrue Holiday (37)    | Brandon Ingram (12) | Ball, Holiday (8) | Target Center            | 28 - 36 |

| Match | Date match | Équipe          | Score | Meilleur marqueur | Meilleur rebondeur | Meilleur passeur | Lieux                   | Série |
| ----- | ---------- | --------------- | ----- | ----------------- | ------------------ | ---------------- | ----------------------- | ----- |
| -     | Annulé     | @ Sacramento    |       |                   |                    |                  | Golden 1 Center         | -     |
| -     | Annulé     | @ Utah          |       |                   |                    |                  | Vivint Smart Home Arena | -     |
| -     | Annulé     | @ L.A. Clippers |       |                   |                    |                  | Staples Center          | -     |
| -     | Annulé     | Atlanta         |       |                   |                    |                  | Smoothie King Center    | -     |
| -     | Annulé     | San Antonio     |       |                   |                    |                  | Smoothie King Center    | -     |
| -     | Annulé     | @ Memphis       |       |                   |                    |                  | FedExForum              | -     |
| -     | Annulé     | Sacramento      |       |                   |                    |                  | Smoothie King Center    | -     |
| -     | Annulé     | Memphis         |       |                   |                    |                  | Smoothie King Center    | -     |
| -     | Annulé     | New York        |       |                   |                    |                  | Smoothie King Center    | -     |
| -     | Annulé     | @ Orlando       |       |                   |                    |                  | Amway Center            | -     |
| -     | Annulé     | @ Atlanta       |       |                   |                    |                  | State Farm Arena        | -     |
| -     | Annulé     | @ Washington    |       |                   |                    |                  | Capital One Arena       | -     |
| -     | Annulé     | @ San Antonio   |       |                   |                    |                  | AT&T Center             | -     |
| -     | Annulé     | Charlotte       |       |                   |                    |                  | Smoothie King Center    | -     |
| -     | Annulé     | Phoenix         |       |                   |                    |                  | Smoothie King Center    | -     |
| -     | Annulé     | Philadelphie    |       |                   |                    |                  | Smoothie King Center    | -     |
| -     | Annulé     | Washington      |       |                   |                    |                  | Smoothie King Center    | -     |
| -     | Annulé     | @ San Antonio   |       |                   |                    |                  | AT&T Center             | -     |

| Match | Date match | Équipe | Score     | Meilleur marqueur   | Meilleur rebondeur | Meilleur passeur | Lieux           | Série   |
| ----- | ---------- | ------ | --------- | ------------------- | ------------------ | ---------------- | --------------- | ------- |
| 65    | 30 juillet | Utah   | D 104-106 | Brandon Ingram (23) | Favors, Ingram (8) | Lonzo Ball (7)   | The Field House | 28 - 37 |

| Match | Date match | Équipe          | Score     | Meilleur marqueur             | Meilleur rebondeur  | Meilleur passeur             | Lieux                | Série   |
| ----- | ---------- | --------------- | --------- | ----------------------------- | ------------------- | ---------------------------- | -------------------- | ------- |
| 66    | 1er août   | @ L.A. Clippers | D 103-126 | Nickeil Alexander-Walker (15) | Derrick Favors (9)  | Frank Jackson (6)            | The Field House      | 28 - 38 |
| 67    | 3 août     | Memphis         | V 109-99  | Brandon Ingram (24)           | Derrick Favors (13) | Lonzo Ball (6)               | The Field House      | 29 - 38 |
| 68    | 6 août     | @ Sacramento    | D 125-140 | Ingram, Williamson (24)       | Jrue Holiday (5)    | Lonzo Ball (11)              | The Field House      | 29 - 39 |
| 69    | 7 août     | Washington      | V 118-107 | Jrue Holiday (28)             | Derrick Favors (10) | Jrue Holiday (6)             | VISA Athletic Center | 30 - 39 |
| 70    | 9 août     | San Antonio     | D 113-122 | J. J. Redick (31)             | Derrick Favors (12) | Lonzo Ball (10)              | The Field House      | 30 - 40 |
| 71    | 11 août    | @ Sacramento    | D 106-112 | Jahlil Okafor (21)            | Josh Hart (10)      | Nickeil Alexander-Walker (6) | AdventHealth Arena   | 30 - 41 |
| 72    | 13 août    | @ Orlando       | D 127-133 | Frank Jackson (31)            | Josh Hart (14)      | Nickeil Alexander-Walker (7) | VISA Athletic Center | 30 - 42 |

### Confrontations en saison régulière
| Conférence Est      | Conférence Est                              | Conférence Est                              | Conférence Ouest                            | Conférence Ouest                            | Conférence Ouest                            | Conférence Ouest                            | Conférence Ouest                            |
| Division Atlantique | Division Atlantique                         | Division Atlantique                         | Division Nord-Ouest                         | Division Nord-Ouest                         | Division Nord-Ouest                         | Division Nord-Ouest                         | Division Nord-Ouest                         |
| Équipe              | Domicile                                    | Extérieur                                   | Équipe                                      | Domicile                                    | Domicile                                    | Extérieur                                   | Extérieur                                   |
| ------------------- | ------------------------------------------- | ------------------------------------------- | ------------------------------------------- | ------------------------------------------- | ------------------------------------------- | ------------------------------------------- | ------------------------------------------- |
| Boston              | 123-108                                     | 105-140                                     | Denver                                      | 122-107                                     | 106-113                                     | 112-100                                     |                                             |
| Brooklyn            | 101-108                                     | 125-135                                     | Minnesota                                   | 134-139                                     |                                             | 107-99                                      | 120-107                                     |
| New York            |                                             | 123-111                                     | Oklahoma City                               | 104-107                                     | 118-123                                     | 104-115                                     | 104-109                                     |
| Philadelphie        |                                             | 109-116                                     | Portland                                    | 115-104                                     | 138-117                                     | 102-94                                      | 128-115                                     |
| Toronto             | 104-122                                     | 122-130 (OT)                                | Utah                                        | 126-128                                     | 138-132 (OT)                                | 120-128                                     |                                             |
|                     |                                             |                                             | Matchs à Orlando                            |                                             |                                             |                                             |                                             |
|                     |                                             |                                             | Utah                                        | 104-106                                     |                                             |                                             |                                             |
|                     | 1–2                                         | 1–4                                         |                                             | 4–6                                         | 4–6                                         | 5–3                                         | 5–3                                         |
| Division            | 2–6                                         | 2–6                                         | Division                                    | 9–9                                         | 9–9                                         | 9–9                                         | 9–9                                         |
| Division Centrale   | Division Centrale                           | Division Centrale                           | Division Pacifique                          | Division Pacifique                          | Division Pacifique                          | Division Pacifique                          | Division Pacifique                          |
| Équipe              | Domicile                                    | Extérieur                                   | Équipe                                      | Domicile                                    | Domicile                                    | Extérieur                                   | Extérieur                                   |
| Chicago             | 123-108                                     | 125-119                                     | Golden State                                | 123-134                                     | 108-100                                     | 102-106                                     | 115-101                                     |
| Cleveland           | 116-104                                     | 125-111                                     | L.A. Clippers                               | 132-127                                     | 130-133                                     | 109-134                                     |                                             |
| Detroit             | 103-105                                     | 117-110 (OT)                                | L.A. Lakers                                 | 110-114                                     | 114-122                                     | 113-123                                     | 109-118                                     |
| Indiana             | 120-98                                      | 124-117                                     | Phoenix                                     | 132-139 (OT)                                |                                             | 124-121                                     |                                             |
| Milwaukee           | 108-120                                     | 112-127                                     | Sacramento                                  |                                             |                                             | 117-115                                     |                                             |
|                     |                                             |                                             | Matchs à Orlando                            |                                             |                                             |                                             |                                             |
|                     |                                             |                                             | L.A. Clippers                               |                                             |                                             | 103-126                                     |                                             |
|                     |                                             |                                             | Sacramento                                  |                                             |                                             | 125-140                                     | 106-112                                     |
|                     | 3–2                                         | 4–1                                         |                                             | 2–5                                         | 2–5                                         | 3–7                                         | 3–7                                         |
| Division            | 7–3                                         | 7–3                                         | Division                                    | 5–12                                        | 5–12                                        | 5–12                                        | 5–12                                        |
| Division Sud-Est    | Division Sud-Est                            | Division Sud-Est                            | Division Sud-Ouest                          | Division Sud-Ouest                          | Division Sud-Ouest                          | Division Sud-Ouest                          | Division Sud-Ouest                          |
| Équipe              | Domicile                                    | Extérieur                                   | Équipe                                      | Domicile                                    | Domicile                                    | Extérieur                                   | Extérieur                                   |
| Atlanta             |                                             |                                             | Dallas                                      | 116-123                                     | 97-118                                      | 84-130                                      | 123-127 (OT)                                |
| Charlotte           |                                             | 115-110                                     | Houston                                     | 116-122                                     | 127-112                                     | 123-126                                     | 109-117                                     |
| Miami               | 110-104                                     | 94-109                                      | Memphis                                     | 139-111                                     |                                             | 126-116                                     |                                             |
| Orlando             | 119-130                                     |                                             |                                             |                                             |                                             |                                             |                                             |
| Washington          |                                             |                                             | San Antonio                                 | 117-121                                     |                                             |                                             |                                             |
| Matchs à Orlando    |                                             |                                             |                                             |                                             |                                             |                                             |                                             |
| Orlando             |                                             | 127-133                                     | Memphis                                     | 109-99                                      |                                             |                                             |                                             |
| Washington          | 118-107                                     |                                             | San Antonio                                 | 113-122                                     |                                             |                                             |                                             |
|                     | 2–1                                         | 1–2                                         |                                             | 3–5                                         | 3–5                                         | 1–4                                         | 1–4                                         |
| Division            | 3–3                                         | 3–3                                         | Division                                    | 4–9                                         | 4–9                                         | 4–9                                         | 4–9                                         |
| Conférence          | 12–12 (Domicile : 6–5; Extérieur : 6–7)     | 12–12 (Domicile : 6–5; Extérieur : 6–7)     | Conférence                                  | 18–30 (Domicile : 9–16; Extérieur : 9–14)   | 18–30 (Domicile : 9–16; Extérieur : 9–14)   | 18–30 (Domicile : 9–16; Extérieur : 9–14)   | 18–30 (Domicile : 9–16; Extérieur : 9–14)   |
| Total               | 30–42 (Domicile : 15–21; Extérieur : 15–21) | 30–42 (Domicile : 15–21; Extérieur : 15–21) | 30–42 (Domicile : 15–21; Extérieur : 15–21) | 30–42 (Domicile : 15–21; Extérieur : 15–21) | 30–42 (Domicile : 15–21; Extérieur : 15–21) | 30–42 (Domicile : 15–21; Extérieur : 15–21) | 30–42 (Domicile : 15–21; Extérieur : 15–21) |

## Classements de la saison régulière
| Conférence Ouest | Conférence Ouest                | Conférence Ouest | Conférence Ouest | Conférence Ouest | Conférence Ouest | Conférence Ouest | Conférence Ouest |
| No               | Franchise                       | Vic.             | Def.             | MJ               | V/D              | GB               |                  |
| ---------------- | ------------------------------- | ---------------- | ---------------- | ---------------- | ---------------- | ---------------- | ---------------- |
| 1                | Lakers de Los Angeles           | 52               | 19               | 71               | .732             | –                |                  |
| 2                | Clippers de Los Angeles         | 49               | 23               | 72               | .681             | 3.5              |                  |
| 3                | Nuggets de Denver               | 46               | 27               | 73               | .630             | 7                |                  |
| 4                | Rockets de Houston              | 44               | 28               | 72               | .611             | 8.5              |                  |
| 5                | Thunder d'Oklahoma City         | 44               | 28               | 72               | .611             | 8.5              |                  |
| 6                | Jazz de l'Utah                  | 44               | 28               | 72               | .611             | 8.5              |                  |
| 7                | Mavericks de Dallas             | 43               | 32               | 75               | .573             | 11               |                  |
| 8                | Trail Blazers de Portland (PI)  | 35               | 39               | 74               | .473             | 18.5             |                  |
|                  |                                 |                  |                  |                  |                  |                  |                  |
| 9                | Grizzlies de Memphis (PI)       | 34               | 39               | 73               | .466             | 19               |                  |
| 10               | Suns de Phoenix                 | 34               | 39               | 73               | .466             | 19               |                  |
| 11               | Spurs de San Antonio            | 32               | 39               | 71               | .451             | 20               |                  |
| 12               | Kings de Sacramento             | 31               | 41               | 72               | .431             | 21.5             |                  |
| 13               | Pelicans de La Nouvelle-Orléans | 30               | 42               | 72               | .417             | 22.5             |                  |
| 14               | Timberwolves du Minnesota       | 19               | 45               | 64               | .297             | 29.5             |                  |
| 15               | Warriors de Golden State        | 15               | 50               | 65               | .231             | 34               |                  |

| Division Sud-Ouest       | V  | D  | MJ | V/D  | GB   | Dom   | Ext   | Div  |
| ------------------------ | -- | -- | -- | ---- | ---- | ----- | ----- | ---- |
| Rockets de Houston       | 44 | 28 | 72 | .611 | –    | 24–12 | 20–16 | 8–5  |
| Mavericks de Dallas      | 43 | 32 | 75 | .573 | 2.5  | 20–18 | 23–14 | 10–4 |
| Grizzlies de Memphis     | 34 | 39 | 73 | .466 | 10.5 | 20–17 | 14–22 | 4–9  |
| Spurs de San Antonio     | 32 | 39 | 71 | .451 | 11.5 | 19–15 | 13–24 | 7–6  |
| Pelicans de Nlle-Orléans | 30 | 42 | 72 | .417 | 14   | 15–21 | 15–21 | 4–9  |

## Effectif

### Effectif actuel
| Pelicans de La Nouvelle-Orléans Effectif en fin de saison                               |    |                        |                              |                |
| Entraîneur : Alvin Gentry                                                               |    |                        |                              |                |
| Meneur / Arrière                                                                        | 0  | Drapeau des États-Unis | Nickeil Alexander-Walker (R) | Virginia Tech  |
| Meneur                                                                                  | 2  | Drapeau des États-Unis | Lonzo Ball                   | UCLA           |
| Ailier                                                                                  | 45 | Drapeau des États-Unis | Zylan Cheatham (R) (TW)      | Arizona State  |
| Ailier fort / Pivot                                                                     | 22 | Drapeau des États-Unis | Derrick Favors               | Georgia Tech   |
| Meneur                                                                                  | 5  | Drapeau des États-Unis | Josh Gray (TW)               | LSU            |
| Arrière                                                                                 | 3  | Drapeau des États-Unis | Josh Hart                    | Villanova      |
| Pivot                                                                                   | 10 | Drapeau des États-Unis | Jaxson Hayes (R)             | Texas          |
| Meneur / Arrière                                                                        | 11 | Drapeau des États-Unis | Jrue Holiday                 | UCLA           |
| Ailier                                                                                  | 14 | Drapeau des États-Unis | Brandon Ingram               | Duke           |
| Meneur                                                                                  | 15 | Drapeau des États-Unis | Frank Jackson                | Duke           |
| Ailier fort                                                                             | 20 | Drapeau de l'Italie    | Nicolò Melli (R)             | Fenerbahçe SK  |
| Ailier                                                                                  | 21 | Drapeau des États-Unis | Darius Miller                | Kentucky       |
| Meneur / Arrière                                                                        | 55 | Drapeau des États-Unis | E'Twaun Moore                | Purdue         |
| Pivot                                                                                   | 9  | Drapeau des États-Unis | Jahlil Okafor                | Duke           |
| Arrière                                                                                 | 4  | Drapeau des États-Unis | J.J. Redick                  | Duke           |
| Meneur / Arrière                                                                        | 12 | Drapeau des États-Unis | Sindarius Thornwell (S)      | South Carolina |
| Arrière / Ailier                                                                        | 34 | Drapeau des États-Unis | Kenrich Williams             | TCU            |
| Ailier fort                                                                             | 1  | Drapeau des États-Unis | Zion Williamson (R)          | Duke           |
| (R) - Rookie, (TW) - Two-way contract, Blessé, (S) - Joueurs supplémentaires à Orlando. |    |                        |                              |                |

## Récompenses durant la saison
Récapitulatif des récompenses obtenues par les joueurs de l'équipe durant la saison.
| Date                      | Joueur                   | Récompense                                    |
| ------------------------- | ------------------------ | --------------------------------------------- |
| 23 décembre - 29 décembre | Brandon Ingram           | Joueur de la semaine dans la conférence Ouest |
| 14 février                | Nickeil Alexander-Walker | ☆ Rising Stars Challenge - Team World ☆       |
| 14 février                | Nicolò Melli             | ☆ Rising Stars Challenge - Team World ☆       |
| 14 février                | Zion Williamson          | ☆ Rising Stars Challenge - Team USA ☆         |
| 16 février                | Brandon Ingram           | ☆ All-Star 2020 ☆                             |
| Février                   | Zion Williamson          | Rookie du mois de la conférence Ouest         |
| 31 août                   | Brandon Ingram           | NBA Most Improved Player                      |
| 15 septembre              | Zion Williamson          | NBA All-Rookie First Team                     |
| 6 octobre                 | Jrue Holiday             | Twyman-Stokes Teammate of the Year Award      |

## Transactions
Le détail des différents contrats signés par l'équipe est disponible dans la section supérieure des contrats des joueurs, avec les montants des salaires.

### Échanges
| Juin                       | Juin | Juin | Juin  |
| -------------------------- | --- | --- | ----- |
| 20 juin (Jour de la Draft) | Vers les Pelicans de La Nouvelle-Orléans - Second tour de draft 2021 - Second tour de draft 2023 - Compensation financière | Vers les Warriors de Golden State - Droits sur Alen Smailagić (#39)                                                           | [ 5 ] |
| Juillet                    | | |       |
| 6 juillet                  | Echange à trois équipes | Echange à trois équipes | [ 6 ] |
| 6 juillet                  | Vers les Pelicans de La Nouvelle-Orléans - Lonzo Ball (Des Lakers) - Brandon Ingram (Des Lakers) - Josh Hart (Des Lakers) - Droits sur De'Andre Hunter (#4) (Des Lakers) - Premier tour de draft 2021 (Des Lakers) - Premier tour de draft 2024 (Des Lakers) - Compensation financière de 1 100 000 $ (De Washington) - Compensation financière de 1 000 000 $ (Des Lakers) | Vers les Lakers de Los Angeles - Anthony Davis (De La Nouvelle-Orléans) - Premier tour de draft 2023 (De La Nouvelle-Orléans) | [ 6 ] |
| 6 juillet                  | Vers les Wizards de Washington - Isaac Bonga (Des Lakers) - Jemerrio Jones (Des Lakers) - Moritz Wagner (Des Lakers) - Second tour de draft 2022 (Des Lakers) | | [ 6 ] |
| 7 juillet                  | Vers les Pelicans de La Nouvelle-Orléans - Derrick Favors | Vers le Jazz de l'Utah - Second tour de draft 2021 - Second tour de draft 2023                                                | [ 7 ] |
| 7 juillet                  | Vers les Pelicans de La Nouvelle-Orléans - Droits sur Jaxson Hayes (#8) - Droits sur Nickeil Alexander-Walker (#17) - Droits sur Marcos Louzada Silva (#35) - Premier tour de draft 2020 (protégé) | Vers les Hawks d'Atlanta - Solomon Hill - Droits sur De'Andre Hunter (#4) - Droits sur Jordan Bone (#57)                      | [ 8 ] |

### Joueurs qui re-signent
| Date       | Joueur        |
| ---------- | ------------- |
| 21/07/2019 | Darius Miller |

### Options dans les contrats
| Date       | Joueur          | Option                                                                                   |
| ---------- | --------------- | ---------------------------------------------------------------------------------------- |
| 16/06/2019 | Julius Randle   | Julius Randle décline son option joueur de 9 073 050 $ pour la saison 2019-2020.         |
| 20/06/2019 | Jahlil Okafor   | La Nouvelle-Orléans exerce son option d'équipe de 1 737 145 $ pour la saison 2019-2020.  |
| 26/06/2019 | Cheick Diallo   | La Nouvelle-Orléans décline la Qualifying Offer de 1 931 189 $ pour la saison 2019-2020. |
| 26/06/2019 | Stanley Johnson | La Nouvelle-Orléans décline la Qualifying Offer de 4 485 665 $ pour la saison 2019-2020. |
| 22/10/2019 | Lonzo Ball      | La Nouvelle-Orléans exerce son option d'équipe de 11 003 782 $ pour la saison 2020-2021. |
| 22/10/2019 | Josh Hart       | La Nouvelle-Orléans exerce son option d'équipe de 3 491 159 $ pour la saison 2020-2021.  |

### Changement d’entraîneur
| Date       | Ancien entraîneur | Raison départ | Date de signature | Nouvel entraîneur | Provenance |
| ---------- | ----------------- | ------------- | ----------------- | ----------------- | ---------- |
| 15/08/2020 | Alvin Gentry      | Licencié      |                   |                   |            |

## Arrivées

### Draft
| Date       | Joueur                         | Provenance                     |
| ---------- | ------------------------------ | ------------------------------ |
| 02/07/2018 | Zion Williamson (#1)           | Blue Devils de Duke (NCAA)     |
| 07/07/2018 | Nickeil Alexander-Walker (#17) | Hokies de Virginia Tech (NCAA) |
| 07/07/2018 | Jaxson Hayes (#8)              | Longhorns du Texas (NCAA)      |

### Agents libres
| Date       | Joueur                | Provenance                    |
| ---------- | --------------------- | ----------------------------- |
| 15/07/2019 | J. J. Redick          | 76ers de Philadelphie         |
| 25/07/2019 | Nicolò Melli          | Fenerbahçe SK                 |
| 02/08/2019 | Kavell Bigby-Williams | LSU (NCAA)                    |
| 23/09/2019 | Jalen Adams           | Huskies du Connecticut (NCAA) |
| 23/09/2019 | Javon Bess            | Saint Louis (NCAA)            |
| 19/10/2019 | Aubrey Dawkins        | UCF (NCAA)                    |

### Two-way contracts
| Date       | Joueur         | Provenance                        |
| ---------- | -------------- | --------------------------------- |
| 23/07/2019 | Zylan Cheatham | Sun Devils d'Arizona State (NCAA) |
| 23/07/2019 | Josh Gray      | Changwon LG Sakers                |

### Joueurs supplémentaires pour la reprise à Orlando (Substitute players)
| Date       | Joueur              | Joueur remplacé | Provenance                             |
| ---------- | ------------------- | --------------- | -------------------------------------- |
| 06/07/2020 | Sindarius Thornwell | Darius Miller   | Vipers de Rio Grande Valley (G League) |

## Départs

### Agents libres
| Date       | Joueur          | Nouvelle équipe¹       |
| ---------- | --------------- | ---------------------- |
| 01/07/2019 | Trevon Bluiett  | Jazz de l'Utah         |
| 01/07/2019 | Ian Clark       | Xinjiang Flying Tigers |
| 01/07/2019 | Cheick Diallo   | Suns de Phoenix        |
| 01/07/2019 | Stanley Johnson | Raptors de Toronto     |
| 01/07/2019 | Elfrid Payton   | Knicks de New York     |
| 01/07/2019 | Julius Randle   | Knicks de New York     |

### Joueurs coupés
| Date       | Joueur         | Nouvelle équipe ¹  |
| ---------- | -------------- | ------------------ |
| 07/07/2019 | Dairis Bertāns | Khimki             |
| 15/07/2019 | Christian Wood | Pistons de Détroit |

¹ Il s'agit de l’équipe pour laquelle le joueur a signé après son départ, il a pu entre-temps changer d'équipe ou encore de pays.

### Joueurs non retenus au training camp
Liste des joueurs non retenus pour commencer la saison NBA.
| Joueur                |
| --------------------- |
| Jalen Adams           |
| Javon Bess            |
| Kavell Bigby-Williams |
| Aubrey Dawkins        |

## Situation à la fin de la saison

### Joueurs "agents libres"
| Joueur              | Fin de saison         |
| ------------------- | --------------------- |
| Zylan Cheatham      | Agent libre restreint |
| Derrick Favors      | Agent libre           |
| Josh Gray           | Agent libre restreint |
| Brandon Ingram      | Agent libre restreint |
| Frank Jackson       | Agent libre restreint |
| E'Twaun Moore       | Agent libre           |
| Jahlil Okafor       | Agent libre           |
| Sindarius Thornwell | Agent libre           |
| Kenrich Williams    | Agent libre restreint |